# Зелёный Гай (Сумский район)
Зелёный Гай (укр. Зелений Гай) — село, Битицкий сельский совет,
Сумский район, Сумская область, Украина.
Код КОАТУУ — 5924781503. Население по переписи 2001 года составляло 56 человек.

## Географическое положение
Село Зелёный Гай находится на правом берегу реки Псёл, выше по течению на расстоянии в 1,5 км расположено село Пушкаревка, ниже по течению на расстоянии в 6 км расположен город Сумы. Река в этом месте извилистая, образует лиманы, старицы и заболоченные озёра.

## История
В 1,5 км юго-западнее села, в урочище Старое Крейдище, на мысу, образованном долиной реки Псёл (правый берег) и впадающими в неё балками, находится Зеленогайский археологический комплекс: 2 городища, поселение, курганный и грунтовый могильники (VIII—XIII вв.). Из двух городищ хорошо сохранилось так называемое «Малое» городище. Поселение (площадь — около 0,5 га) испорчено меловыми выработками. Укрепления прослеживаются плохо. Культурный слой (0,4—1 м) содержит обломки лепной (роменской) и гончарной древнерусской (XII—XIII вв.) керамики. К западу от городища, на плато, расположено синхронное селище площадью почти 25 га, ещё дальше находится курганный могильник — самый большой из сохранившихся на территории Восточной Европы курганный некрополь, состоящий из 14 групп, в которых насчитывают около 2500 насыпей. Материалы исследований свидетельствуют, что Зеленогайский комплекс возник как центр одного из малых племён полесского союза и играл важную роль в торговых операциях Хазарского каганата, а позже стал одним из опорных пунктов на сухопутном торговом пути Булгар — Киев. В 1929 году памятник исследовал Н. Е. Макаренко.